# Lac Kamitcikamak
Lac Kamitcikamak är en sjö i Kanada.   Den ligger i regionen Mauricie och provinsen Québec, i den sydöstra delen av landet, 400 km norr om huvudstaden Ottawa. Lac Kamitcikamak ligger 400 meter över havet.
Runt Lac Kamitcikamak är det ganska glesbefolkat, med 34 invånare per kvadratkilometer.